# As 100 Maiores Personalidades da História
As 100 maiores personalidades da história: uma classificação das pessoas que mais influenciaram a história (título original em inglês: The 100: A Ranking of the Most Influential Persons in History) é um livro de 1978 escrito pelo americano Michael H. Hart, reeditado em 1992 com revisões. É uma classificação das 100 pessoas que mais teriam influenciado a história da humanidade, de acordo com Hart.
Hart enfatiza na introdução do livro que faz uma classificação dos personagens conforme sua influência pessoal na história do mundo, não por fama ou importância. Também não foram considerados anônimos (como o[s] inventor[es] da roda ou da escrita).
A primeira pessoa na lista de Hart é o fundador do islamismo, Maomé. Hart diz que embora isso surpreenda alguns leitores e seja questionado por outros, justifica que Maomé é o único homem histórico extremamente bem-sucedido nos campos secular e religioso. Maomé formulou o islã e o difundiu, liderando também as primeiras conquistas árabes, sua influência pessoal no islamismo foi maior do que a de Jesus ou de Paulo de Tarso no cristianismo, que foi seu principal difusor.
Isaac Newton também recebeu lugar de destaque na lista, acima de personalidades religiosas como Jesus e Buda, por sua influência no desenvolvimento das ciências modernas, que revolucionaram as tecnologias e o cotidiano da vida das pessoas.
Na revisão de 1992 houve algumas alterações na classificação das pessoas, como a de Mao Tsé-Tung, devido as reformas contrárias à política deste na República Popular da China por seus sucessores. E Mikhail Gorbachev foi incluído por causa de sua política que ocasionou o declínio do comunismo e a dissolução da União Soviética.
Outra revisão foi a inclusão de Edward de Vere como o verdadeiro "William Shakespeare", o autor dos títulos a ele atribuídos.
Também Henry Ford foi "promovido", saindo da lista de Honorary Mentions (Menções Honrosas), e Ernest Rutherford. Foram retiradas três pessoas para essas adições: Niels Bohr, Pablo Picasso e Antoine Henri Becquerel. Houve outras mudanças na sequência do ranking, mas os dez primeiros permaneceram os mesmos da edição original.
Em adição a essa obra, Hart escreveu uma sequência em 1999, intitulada A View from the Year 3000, na qual ele escreve pela perspectiva de uma pessoa nessa remota era listando as 100 pessoas mais influentes vistas dessa data. Cerca de metade das pessoas são fictícias, aquelas futura e supostamente influentes entre os anos 2000 e 3000, a outra metade inclui cerca de 50 pessoas da lista devidamente "re-classificadas".

## Lista das pessoas mais influentes na história da humanidade
1. Maomé, comerciante que se tornou um líder religioso, político e militar árabe. Fundador do islamismo;
2. Isaac Newton, astrônomo, alquimista, matemático, físico e teólogo; britânico;formulou as leis da gravidade
3. Jesus de Nazaré, carpinteiro nascido na província romana da Judeia que se tornou um líder religioso. Fundador do cristianismo.
4. Sidarta Gautama, príncipe de uma região no sul do atual Nepal que após renunciar ao trono se tornou um professor espiritual, o Buda. Fundador do budismo;
5. Confúcio, filósofo nascido na atual China, antes de sua unificação;
6. Paulo de Tarso, judeu com cidadania romana que se tornou um apóstolo e santo cristão, promotor do cristianismo;
7. Cai Lun, alto funcionário da Dinastia Han da China, inventor do papel;
8. Johannes Gutenberg, romano-germânico (alemão), reinventor da imprensa (inventada em 1048 pelo chinês Bi Sheng);
9. Cristovão Colombo, navegador genovês que deu o conhecimento da existência da América aos europeus;
10. Albert Einstein, físico alemão de origem judaica que formulou a teoria da relatividade geral
11. Louis Pasteur, bioquímico francês, criou a pasteurização
12. Galileu Galilei,  físico, matemático, astrônomo e filósofo florentino;
13. Aristóteles de Estagira, filósofo nascido na cidade-estado grega de Estagira;
14. Euclides de Alexandria, matemático nascido no Egito Ptolomaico e de etnia grega;
15. Moisés, hebreu que de acordo com a tradição cresceu como um príncipe egípcio. Se tornou um dos líderes religiosos mais importante do judaísmo;
16. Charles Darwin, biólogo, geólogo e naturalista britânico que formulou a teoria da seleção natural
17. Qin Shihuang, unificador e primeiro imperador da China;
18. Augusto, político e militar que se tornou o primeiro imperador romano;
19. Nicolau Copérnico, astrônomo e matemático polonês;
20. Antoine Lavoisier, químico francês;
21. Constantino, imperador romano, fundador de Constantinopla
22. James Watt, matemático e engenheiro  britânico;
23. Michael Faraday,  físico e químico britânico;
24. James Clerk Maxwell, físico e matemático britânico;
25. Martinho Lutero, monge agostiniano e professor de teologia romano-germânico (alemão) que fundou o luteranismo (ramo do cristianismo);
26. George Washington, militar que se tornou um líder revolucionário e o primeiro presidente dos Estados Unidos;
27. Karl Marx, filósofo, sociólogo e jornalista alemão;
28. Irmãos Wright, Orville e Wilbur, dois irmãos norte-americanos, pioneiros da aviação;
29. Gêngis Cã, imperador da Mongólia;
30. Adam Smith, economista britânico;
31. William Shakespeare,  poeta, dramaturgo e ator inglês;
32. John Dalton, químico, meteorologista e físico britânico, um dos primeiros a teorizar o átomo
33. Alexandre, o Grande, político e militar macedônio;
34. Napoleão Bonaparte, político francês e militar, figura chave na revolução francesa
35. Nikola Tesla, engenheiro mecânico e eletrotécnico, de etnia sérvia. Era súdito do Império Austríaco por nascimento porém se naturalizou cidadão estadunidense;
36. Anton van Leeuwenhoek, cientista holandês, inventor do microscópio;
37. William Thomas Green Morton, médico, dentista e cirurgião estadunidense, inventor da anestesia;
38. Guglielmo Marconi, físico e inventor italiano;
39. Adolf Hitler, político alemão que comandou o holocausto na segunda guerra mundial
40. Platão de Atenas, filósofo nascido na cidade-estado grega de Atenas;
41. Oliver Cromwell, militar e um líder político revolucionário inglês
42. Alexander Graham Bell, cientista britânico, fundador da companhia telefônica Bell;
43. Alexander Fleming, médico, farmacologista, biólogo e botânico britânico, descobridor da penicilina;
44. John Locke, filósofo inglês, considerado o criador do iluminismo
45. Ludwig van Beethoven, músico prussiano;
46. Werner Heisenberg, físico teórico alemão;
47. Louis Daguerre,  pintor, cenógrafo e físico francês, principal inventor da fotografia;
48. Simon Bolívar, líder revolucionário venezuelano da independência hispano-americana, pai de seis nações;
49. René Descartes, filósofo, físico e matemático francês que criou o plano cartesiano
50. Michelangelo, escultor, pintor e arquiteto florentino;
51. Urbano II, papa francês, que promoveu a Primeira Cruzada;
52. Omar ibne Alcatabe, militar árabe, descendente político de Maomé, grande promotor militar e político do islamismo;
53. Açoca, imperador indiano, difusor principal do budismo após Buda;
54. Agostinho de Hipona, teólogo e filósofo nascido província romana da Numídia (atual Argélia), santo cristão;
55. William Harvey, médico inglês, descreveu corretamente os detalhes do sistema circulatório do sangue ao ser bombeado, por todo o corpo, pelo coração;
56. Ernest Rutherford, físico neozelandês;
57. João Calvino, teólogo francês, fundador do calvinismo (ramo do cristianismo);
58. Gregor Mendel, biólogo botânico, monge agostiniano e meteorologista austríaco. Descobridor das leis da herança genética;
59. Max Planck, físico alemão, criador da física de partículas
60. Joseph Lister,  cirurgião e pesquisador britânico que promoveu a assepsia nas cirurgias;
61. Nikolaus August Otto, engenheiro alemão que inventou o motor de combustão interna do ciclo de Otto (motor a gasolina);
62. Francisco Pizarro,  espanhol, explorador e conquistador do império inca;
63. Hernán Cortés, espanhol, explorador e conquistador do império asteca;
64. Thomas Jefferson, presidente estadunidense;
65. Isabel I de Castela e Fernando II de Aragão, reis espanhóis;
66. Joseph Stalin, político soviético, de etnia georgiana;
67. Júlio César, político e militar romano;
68. Guilherme I, rei inglês;
69. Sigmund Freud, médico neurologista austríaco, pai da psicanálise;
70. Edward Jenner, naturalista e médico britânico. Inventor dá vacina contra a varíola;
71. Wilhelm Röntgen, físico alemão, descobridor dos raios X;
72. Johann Sebastian Bach, músico romano-germânico (alemão);
73. Lao Tsé, filósofo nascido na atual China, antes de sua unificação;
74. Voltaire (François Marie Arouet), filósofo iluminista francês;
75. Johannes Kepler, astrônomo, astrólogo e matemático romano-germânico (alemão);
76. Enrico Fermi, físico italiano naturalizado estadunidense, inventor do primeiro reator nuclear;
77. Leonhard Euler, matemático suíço;
78. Jean-Jacques Rousseau, filósofo suíço;
79. Nicolau Maquiavel, político e filósofo florentino;
80. Thomas Malthus, economista britânico, autor do primeiro livro sobre as consequências do crescimento da população (primeiro demógrafo);
81. John F. Kennedy, presidente estadunidense, a principal contribuição por estar na lista foi ter iniciado o programa espacial;
82. Gregory Pincus, biólogo e pesquisador estadunidense, criador da pílula anticoncepcional;
83. Manes, religioso persa, criador do maniqueísmo;
84. Lenin (Vladimir Illich Ulyanov), político russo, estabeleceu o comunismo na Rússia;
85. Sui Went-Ti,  fundador da dinastia Sui, a qual reunificou a China depois de séculos de instabilidade;
86. Vasco da Gama, navegador português, mostrou que se podia navegar até a Índia ao longo da costa africana, abrindo uma alternativa à rota das especiarias;
87. Ciro II, fundador do império persa;
88. Pedro I, imperador russo, considerado como o modernizador deste país;
89. Mao Tsé-tung, político que estabeleceu o comunismo na China;
90. Francis Bacon, filósofo inglês, pai do método científico;
91. Henry Ford, empreendedor estadunidense, inventor da indústria automotiva;
92. Mêncio (Ji Mèngkē), filósofo nascido na atual China, antes de sua unificação, foi o mais eminente seguidor do confucionismo;
93. Zoroastro, fundador do zoroastrismo, era de etnia persa;
94. Isabel I, rainha inglesa;
95. Mikhail Gorbachev, político russo, desmantelou o comunismo de dentro da União Soviética;
96. Menés, primeiro faraó do Egito unificado;
97. Carlos Magno, criador de um império que incluiria a atual França e Alemanha e que serviu de inspiração para tentativas posteriores de unificação europeia;
98. Homero, poeta nascido na atual Grécia ao qual tradicionalmente se atribui a autoria dos poemas épicos Ilíada e Odisseia;
99. Justiniano I, imperador romano-oriental (bizantino);
100. Mahavira, filósofo, monge e professor espiritual.

Há mais personalidades que não se encontram na lista, que foram colocadas nas Menções Honrosas, mas não classificados por influência, como é o caso de: Abraham Lincoln, Arquimedes, Benjamin Franklin, Charles Babbage, Fernão de Magalhães, Leonardo Da Vinci, Mahatma Gandhi, Marie Curie, Quéops e Tomás de Aquino, entre outros.